# Валентайн, Говард
Говард Ван Ностранд Валентайн (англ. Howard Van Nostrand Valentine; 14 декабря 1881, Нью-Йорк, Нью-Йорк — 25 июня 1932, Нью-Йорк, Нью-Йорк) — американский легкоатлет, чемпион и серебряный призёр летних Олимпийских игр 1904 года.
На Играх 1904 года в Сент-Луисе Валентайн участвовал в четырёх дисциплинах. Он занял седьмое место в командной гонке на 4 мили, но по сумме очков его команда заняла первое место и выиграла золотые медали. В беге на 800 м он занял второе место, выиграв ещё серебряную награду. В гонках на 1500 м Валентайн занял седьмую позицию, а в забеге на 400 м место между 7-м и 12-м.